# ATC-kod J01: Antibakteriella medel för systemiskt bruk
ATC-kod J01: Antibakteriella medel för systemiskt bruk är en del av klassificeringssystemet ATC (Anatomical Therapeutic Chemical Classification System) för läkemedel och vissa andra medicinska produkter. ATC utvecklas av WHO och består av alfanumeriska koder indelade i grupper utifrån anatomi, medicinsk funktion och läkemedelstyp på 5 olika kodnivåer. Denna sida utgör innehållet i en specifik grupp på nivå 2.

## J01ATetracykliner

### J01AA Tetracykliner
J01AA01 Demeklocyklin
J01AA02 Doxycyklin
J01AA03 Klortetracyklin
J01AA04 Lymecyklin
J01AA05 Metacyklin
J01AA06 Oxitetracyklin
J01AA07 Tetracyklin
J01AA08 Minocyklin
J01AA09 Rolitetracyklin
J01AA10 Penimepicyklin
J01AA11 Klomocyklin
J01AA12 Tigecyklin
J01AA20 Kombinationer av tetracykliner
J01AA56 Oxytetracyklin, kombinationer

## J01BAmfenikoler

### J01BA Amfenikoler
J01BA01 Kloramfenikol
J01BA02 Tiamfenikol
J01BA52 Tiamfenikol, kombinationer

## J01C Antibakteriellabetalaktamer,penicilliner

### J01CA Penicilliner med utvidgat spektrum
J01CA01 Ampicillin
J01CA02 Pivampicillin
J01CA03 Karbenicillin
J01CA04 Amoxicillin
J01CA05 Karindacillin
J01CA06 Bakampicillin
J01CA07 Epicillin
J01CA08 Pivmecillinam
J01CA09 Azlocillin
J01CA10 Mezlocillin
J01CA11 Mecillinam
J01CA12 Piperacillin
J01CA13 Ticarcillin
J01CA14 Metampicillin
J01CA15 Talampicillin
J01CA16 Sulbenicillin
J01CA17 Temocillin
J01CA18 Hetacillin
J01CA20 Kombinationer
J01CA51 Ampicillin, kombinationer

### J01CEBetalaktamas-känsliga penicilliner
J01CE01 Bensylpenicillin (penicillin G)
J01CE02 Fenoximetylpenicillin (penicillin V)
J01CE03 Propicillin
J01CE04 Azidocillin
J01CE05 Feneticillin
J01CE06 Penamecillin
J01CE07 Klometocillin
J01CE08 Benzatin bensylpenicillin
J01CE09 Prokainpenicillin
J01CE10 Bensatin fenoximetylpenicillin
J01CE30 Kombinationer

### J01CFBetalaktamas-resistenta penicilliner (isoxazolylpenicilliner)
J01CF01 Dikloxacillin
J01CF02 Kloxacillin
J01CF03 Meticillin
J01CF04 Oxacillin
J01CF05 Flukloxacillin

### J01CGBetalaktamas-hämmare
J01CG01 Sulbaktam
J01CG02 Tazobactam

### J01CR Kombinationer av penicilliner, inkl kombinationer medbetalaktamas-hämmare
J01CR01 Ampicillin och enzymhämmare
J01CR02 Amoxicillin och enzymhämmare
J01CR03 Ticarcillin och enzymhämmare
J01CR04 Sultamicillin
J01CR05 Piperacillin och enzymhämmare
J01CR50 Kombinationer av penicilliner

## J01D Övriga antibakteriellabetalaktamer

### J01DBCefalosporiner, första generationen
J01DB01 Cefalexin
J01DB02 Cefaloridin
J01DB03 Cefalotin
J01DB04 Cefazolin
J01DB05 Cefadroxil
J01DB06 Cefazedon
J01DB07 Cefatrizin
J01DB08 Cefapirin
J01DB09 Cefradin
J01DB10 Cefacetril
J01DB11 Cefroxadin
J01DB12 Ceftezol

### J01DCCefalosporiner, andra generationen
J01DC01 Cefoxitin
J01DC02 Cefuroxim
J01DC03 Cefamandol
J01DC04 Cefaklor
J01DC05 Cefotetan
J01DC06 Cefonicid
J01DC07 Cefotiam
J01DC08 Loracarbef
J01DC09 Cefmetazol
J01DC10 Cefprozil
J01DC11 Ceforanid

### J01DDCefalosporiner, tredje generationen
J01DD01 Cefotaxim
J01DD02 Ceftazidim
J01DD03 Cefsulodin
J01DD04 Ceftriaxon
J01DD05 Cefmenoxim
J01DD06 Latamoxef
J01DD07 Ceftizoxim
J01DD08 Cefixim
J01DD09 Cefodizim
J01DD10 Cefetamet
J01DD11 Cefpiramid
J01DD12 Cefoperazon
J01DD13 Cefpodoxim
J01DD14 Ceftibuten
J01DD15 Cefdinir
J01DD16 Cefditoren
J01DD54 Ceftriaxon, kombinationer
J01DD62 Cefoperazon, kombinationer

### J01DECefalosporiner, fjärde generationen
J01DE01 Cefepim
J01DE02 Cefpirom

### J01DFMonobaktamer
J01DF01 Aztreonam

### J01DHKarbapenemer
J01DH02 Meropenem
J01DH03 Ertapenem
J01DH51 Imipenem och enzymhämmare

### J01DI Övrigacefalosporiner
J01DI01 Ceftobiprolmedokaril

## J01ESulfonamiderochtrimetoprim

### J01EA Trimetoprim och derivat
J01EA01 Trimetoprim
J01EA02 Brodimoprim

### J01EB Kortverkande sulfonamider
J01EB01 Sulfisomidin
J01EB02 Sulfametizol
J01EB03 Sulfadimidin
J01EB04 Sulfapyridin
J01EB05 Sulfafurazol
J01EB06 Sulfanilamid
J01EB07 Sulfatiazol
J01EB08 Sulfatiourea
J01EB20 Kombinationer

### J01EC Medellångverkande sulfonamider
J01EC01 Sulfametoxazol
J01EC02 Sulfadiazin
J01EC03 Sulfamoxol
J01EC20 Kombinationer

### J01ED Långverkande sulfonamider
J01ED01 Sulfadimetoxin
J01ED02 Sulfalen
J01ED03 Sulfametomidin
J01ED04 Sulfametoxydiazin
J01ED05 Sulfametoxypyridazin
J01ED06 Sulfaperin
J01ED07 Sulfamerazin
J01ED08 Sulfafenazol
J01ED09 Sulfamazon
J01ED20 Kombinationer

### J01EE Kombinationer av sulfonamider och trimetoprim, inkl derivat
J01EE01 Sulfametoxazol och trimetoprim
J01EE02 Sulfadiazin och trimetoprim
J01EE03 Sulfametrol och trimetoprim
J01EE04 Sulfamoxol och trimetoprim
J01EE05 Sulfadimidin och trimetoprim
J01EE06 Sulfadiazin och tetroxoprim
J01EE07 Sulfamerazin och trimetoprim

## J01FMakrolider,linkosamiderochstreptograminer

### J01FA Makrolider
J01FA01 Erytromycin
J01FA02 Spiramycin
J01FA03 Midekamycin
J01FA05 Oleandomycin
J01FA06 Roxitromycin
J01FA07 Josamycin
J01FA08 Troleandomycin
J01FA09 Klaritromycin
J01FA10 Azitromycin
J01FA11 Miocamycin
J01FA12 Rokitamycin
J01FA13 Dirithromycin
J01FA14 Fluritromycin
J01FA15 Telitromicin

### J01FF Linkosamider
J01FF01 Klindamycin
J01FF02 Linkomycin

### J01FG Streptograminer
J01FG01 Prinstinamycin
J01FG02 Quinupristin och dalfopristin

## J01G Antibakteriellaaminoglykosider

### J01GAStreptomyciner
J01GA01 Streptomycin
J01GA02 Streptoduocin

### J01GB Övriga aminoglykosider
J01GB01 Tobramycin
J01GB03 Gentamicin
J01GB04 Kanamycin
J01GB05 Neomycin
J01GB06 Amikacin
J01GB07 Netilmicin
J01GB08 Sisomicin
J01GB09 Dibekacin
J01GB10 Ribostamycin
J01GB11 Isepamicin

## J01M Antibakteriellakinolon-derivat

### J01MAFluorokinoloner
J01MA01 Ofloxacin
J01MA02 Ciprofloxacin
J01MA03 Perfloxacin
J01MA04 Enoxacin
J01MA05 Temafloxacin
J01MA06 Norfloxacin
J01MA07 Lomefloxacin
J01MA08 Fleroxacin
J01MA09 Sparfloxacin
J01MA10 Rufloxacin
J01MA11 Grepafloxazin
J01MA12 Levofloxacin
J01MA13 Trovafloxacin
J01MA14 Moxifloxacin
J01MA15 Gemifloxacin
J01MA16 Gatifloxacin
J01MA17 Prulifloxacin
J01MA18 Pazufloxacin
J01MA19 Garenoxacin

### J01MB Övriga kinoloner
J01MB01 Rosoxacin
J01MB02 Nalidixinsyra
J01MB03 Piromidinsyra
J01MB04 Pipemidinsyra
J01MB05 Oxolininsyra
J01MB06 Cinoxacin
J01MB07 Flumekvin

## J01R Kombinationer av antibakteriella medel

### J01RA Kombinationer av antibakteriella medel
J01RA01 Penicilliner, kombinationer med andra antibakteriella medel
J01RA02 Sulfonamider, kombinationer med andra antibakteriella medel (exkl trimetoprim)
J01RA03 Cefuroxim, kombinationer med andra antibakteriella medel
J01RA04 Spiramycin, kombinationer med andra antibakteriella medel

## J01X Övriga antibakteriella medel

### J01XA Antibakteriellaglykopeptider
J01XA01 Vankomycin
J01XA02 Teikoplanin
J01XA03 Telavancin
J01XA04 Dalbavancin
J01XA05 Oritavancin

### J01XBPolymyxiner
J01XB01 Kolistin
J01XB02 Polymyxin B

### J01XC Antibakteriellasteroider
J01XC01 Fusidinsyra

### J01XDImidazol-derivat
J01XD01 Metronidazol
J01XD02 Tinidazol
J01XD03 Ornidazol

### J01XENitrofuran-derivat
J01XE01 Nitrofurantoin
J01XE02 Nifurtoinol

### J01XX Övriga antibakteriella medel
J01XX01 Fosfomycin
J01XX02 Xibornol
J01XX03 Klofoktol
J01XX04 Spektinomycin
J01XX05 Metenamin
J01XX06 Mandelsyra
J01XX07 Nitroxolin
J01XX08 Linezolid
J01XX09 Daptomycin

### Engelska
- WHO Collaborating Centre for Drug Statistics Methodology - ATC Index
- WHO Collaborating Centre for Drug Statistics Methodology - ATCvet Index

### Svenska
- SIL online
- FASS.se - ATC
- FASS.se - Veterinär-ATC
- Sök läkemedelsfakta - Läkemedelsverket
- Socialstyrelsen : Klassifikationer
- Nationellt produktregister för läkemedel - NPL